# Thermoplasmata
Los termoplasmatos (Thermoplasmata) son una clase de arqueas del filo Methanobacteriota. Posee tres órdenes, por un lado Methanomassiliicoccales está involucrado en la metanogénesis; mientras que en Thermoplasmatales todas las especies son acidófilas, desarrollándose óptimamente a un pH por debajo de 2. Picrophilus es actualmente el más acidófilo de todos los organismos conocidos, creciendo a un pH mínimo de 0,06. Muchos de estos organismos no tienen pared celular, aunque Picrophilus sí la posee. 
La mayoría de los miembros identificados de Thermotoplasmata son termófilos, sin embargo hay varios no cultivados en superficie y fondo del mar.